# Liste der Mitglieder des Panafrikanischen Parlaments (2004–2009)
Die Liste der Mitglieder des Panafrikanischen Parlaments 2004–2009 führt die Mitglieder der ersten Legislaturperiode des Panafrikanischen Parlaments von 2004 bis 2009 auf. Die Liste ist geordnet nach den 43 Ländern, die die Parlamentsmitglieder 2004 entsandt haben; zugefügt ist teilweise die Partei, der sie angehören.

## Algerien
- Boudina Mustapha
- Draoui Mohamed
- Kara Baya
- Chara Bachir
- Hammi Larouiss

## Angola
- Domingos Manuel Njinga
- Efigênia dos Santos Lima Clemente
- Fernando José de França Dias Van Dúnem
- Jerónimo Elavoko Wanga
- Abel Apalanga Chivukuvuku

## Benin
- Théophile Nata
- Rosine Vieyra Soglo
- Orou Gabé Orou Sego
- Ismaël Tidjani Serpos

## Botswana
- Matlapeng Ray Molomo
- Ronald Koone Sebego
- Shirley Itumeleng Tiny Segokgo
- Phandu Tombola Chaka Skelemani
- Nehemiah Mmoloki Moduble

## Burkina Faso
- Oubkiri Marc Yao
- Larba Yarga
- Marie Blandine Sawadogo
- Bénéwendé Stanislas Sankara
- Gilbert Ouédraogo

## Burundi
- Pierre Claver Nahimana
- Jean-Baptiste Manwangari
- Schdrack Niyonkuru
- Christian Sendegeya
- Marie-Thérèse Toyi

## Dschibuti
- Aden Robleh Awaleh
- Ahmed Mohamed Hassan
- Mohamed Abdoulkader Mohamed
- Souleiman Miyir Ali
- Hasna Mohamed Dato

## Äquatorialguinea
- Pilar Buepoyo Boseka
- Vicente Ehate Tomi
- Francisco Garcia Gaetjens
- Fidel Marcos Mane Ncogo
- Carmelo Mocong Onguene

## Ägypten
- Abdel Ahad Gamal ElDin
- Georgette Keliny
- Mostafa El Guendy
- Mamdouh Hosny Khalil
- Mohammed Ragab Ahmad

## Äthiopien
- Dawit Yohannes
- Halie-Kiros Gessesse
- Mubarek Sani
- Aster Bekele
- Mulualem Bessie

## Gabun
- Henriette Massounga
- René Radembino Coniquet
- Simon Boulamantri
- Pierre Claver Zeng Ebome
- Séraphin Moundounga

## Gambia
- Fabakary Jatta – Regierung – Alliance for Patriotic Reorientation and Construction
- Halifa Sallah – Opposition – People’s Democratic Organisation for Independence and Socialism
- Khalifa Kambi – Regierung – Alliance for Patriotic Reorientation and Construction
- Bintanding Jarju – Regierung – Alliance for Patriotic Reorientation and Construction
- Mamma Kandeh – Regierung – Alliance for Patriotic Reorientation and Construction

## Ghana
- Abraham Ossei Aidooh
- Malik Al-Hassan Yakubu
- Andrews Adjei-Yeboah
- John Dramani Mahama
- Ama Benyiwa-Doe

## Guinea
- Koumbia Diallo Boubacar
- Kante El Hadj Dia
- Aribot Belly
- Ghussein El Hadj Ismaila Mohamed
- Somparé Boubacar

## Kamerun
- Essomba Tsoungui Elie Victor
- Imbia Sylvester Itoe
- Silikam néé Manamourou
- Mbonda Elie
- Mbah Ndam Joseph Njang

## Kap Verde
- José Manuel Gomes Andrade
- Orlanda Maria Duarte Santos Ferreira
- Mário José Carvalho de Lima
- João Baptista Ferreira Medina
- Eva Verona Teixeira Ortet

## Kenia
- Gitobu Imanyara
- Musa Sirma
- Rachel Shebesh
- Ali Bahari
- Gideon Mungaru

## Republik Kongo
- Jean-Pierre Thystère Tchicaya
- Jean-Claude Siapa Ivouloungou
- Mélanie Komzo
- André Obami-Itou
- Pierre Indozoungou Massanga Zelly

## Lesotho
- Oziel Hlalele Motaung
- Malebaka Flory Bulane
- Letuka Nkole
- Thabang Nyeoe
- Khauhelo Deborah Raditapole

## Libyen
- Abdulla Edriss Ebrahim
- Amal Nuri Safar
- Aragab Muftah Abudabus
- Mohammed Lutfi Farhat
- Mohammed El-hadhiri

## Madagaskar
- Rajemison Rakotomaharo
- Jean Lahiniriko
- Rasoanirina Méline
- Raberson Jeannot Emilien
- Philippson Gérard Aimé

## Malawi
- Simon Vuwa Kaunda
- Callista Chimombo
- Louis Chimango
- Steven Malamba
- Lovenes Gondwe

## Mali
- Ibrahim Boubacar Keïta – Opposition – Rally for Mali
- Mountaga Tall
- Ascofare Oulematou Tamboura
- Moustapha Dicko – Regierung – Alliance for Democracy in Mali
- Sidibe Korian Sidibe

## Mauretanien
- Habib Ould Diah
- Diop Hamady Khalidou
- Mohamed El Moustapha Ould Bedr Eddine
- Bakar Ould Ahmedou
- Diyé Ba

## Mauritius
- Premnath Ramnah
- José Arunasalon
- Marie Noelle François
- Ashit Kumar Gungah
- Arvin Boolell

## Mosambik
- Verónica Macamo (FRELIMO)
- Maria Angelina Enoque (RENAMO)
- Munhawa Sousa Salvador (FRELIMO)
- José Gabriel Manteigas (RENAMO)
- Eduardo Mulembue (FRELIMO)

## Namibia
- Ben Amathila
- Ella Kamanya (gestorben 2005)
- Lydia Katjita
- Karlous Marx Shinohamba
- Tsudao Gurirab

## Niger
- Aïssata Mounkaïla
- Maïdagi Allambèye
- Hassoumi Massoudou
- Alhousseïni Algoubass
- Mahamane Saley

## Nigeria
- Danboyi Usman
- Lee Maeba
- Mohammed Kumalia
- Bankole Dimeji
- Patrica N Ndogu

## Ruanda
- Higiro Prosper
- Iyamuremye Augustin
- Somayire Antoine
- Mukabaranga Agnès
- Kantengwa Juliana

## Demokratische Arabische Republik Sahara
- Mamia Mohamed Habib
- Zroug Brahim Saleh
- Ouaddadi Cheikh Ahmed El-heiba
- Salah Abd Mohamed Yahia
- Soueilman El Kaid

## Senegal
- Emile Diatta
- Babacar Gaye
- Ibra Diouf
- Abdoulaye BA
- Aminata Mbebgue Ndiaye

## Sierra Leone
- Sheik I. Kamara
- Baba-Jigida
- Dauda Kamara
- Ibrahim Kemoh Sessay
- Abu Mbawa Kongobah

## Somalia
- Asha Haji Elmi
- Mahamoud Bashi Issa
- Yusuf Mohamed Abdi
- Farah Ismail Hussein
- Fahma Ahmed Nur

## Südafrika
- M.J. Mahlangu – Regierung – African National Congress
- Suzanne Vos – Opposition – Inkatha Freedom Party
- Baleka Mbete – Regierung – African National Congress
- Fatima Hajaig – Regierung – African National Congress
- Swelethu Madasa – Opposition – African Christian Democratic Party

## Sudan
- Sayed Angelo Beda
- Ibrahim Ahmed Ghandor
- Idris Yousif
- Suad El-Faith El-Bedawi
- Malik Hussain Hamid

## Swasiland
- Marwick Khumalo
- Mphiwa Dlamini
- Michael Temple
- Nokukhanya Gamedze
- Tsandzile Dlamini

## Tansania
- Dr. Gertrude Ibengwe Mongella
- Omar Sheha Mussa
- Athumani Said Janguo
- Prof. Feetham Filipo Banyikwa
- John Mmomose Cheyo

## Togo
- Fambaré Natchaba Ouattara
- Solitoki Magim Esso
- Ptomsoouwé Batchassi
- Loumonvi Fombo
- Améyo Adja

## Tunesien
- Sahbi Karoui
- Mohamed Salah Zaray
- Saida Agrebi
- Badreddine Missaoui
- Jalel Lakadar

## Uganda
- Mike Kennedy Sebalu
- Jachan Mandir Omach
- Abdu Katuntu
- Miria Matembe
- Loyce Biira Bwambale

## Sambia
- Ompie Nkumbula-Lieventhal
- Besnat Jere
- Austin Liato
- Crispin Shumina
- Peter Daka

## Simbabwe
- Joram Gumbo (ZANU-PF)
- Savior Kasukuwere (ZANU-PF)
- Charles Shanyurai Majange (ZANU-PF)
- Paurina Mpariwa (MDC)
- Paul Temba Nyathi (MDC)

## Tschad
- Idriss Ndele Moussa
- Loum N. Neloumsei Elise
- Ngarindo Milengar
- Mbaydoum Simeon
- Delwa Kassiré Koumakoye

## Zentralafrikanische Republik
- Nouganga Jean-Baptiste
- Mokole Jean-Marie
- Goumba Anne-Marie
- Agba-otikpo Marie
- Gonda Jean-Bénoit

## Quelle
1. ↑  List of members of the Pan-African Parliament (Memento des Originals vom 10. November 2010 auf WebCite)  Info: Der Archivlink wurde automatisch eingesetzt und noch nicht geprüft. Bitte prüfe Original- und Archivlink gemäß Anleitung und entferne dann diesen Hinweis. (PDF; 39 kB)